# Големо езеро (Баба)
Големото пелистерско езеро (на македонска литературна норма: Големо Пелистерско Езеро), наричано и само Големото езеро, е едно от двете ледникови езера Пелистерски очи, намиращи се в Националния парк „Пелистер“ в Баба планина в Северна Македония.

## Местоположение и параметри
Големото езеро е разположено в североизточното подножие на връх Ветерница, на дъното на малък циркус. С надморската си височина от 2218 метра то е едно от най-високо разположените езера в Северна Македония. Другото езеро, Малото, е по-ниско, на 2180 m н.в.
Дълго е около 226 m, широко около 175 m и с дълбочина 14,5 m. С  тази дълбочина то е най-дълбокото високопланинско езеро в Северна Македония, но през лятото тя намалява с около 2 m. Нивото и обемът варират всяка година в зависимост от валежите от сняг, дъждовете и температурата.

## Легенда
Според легенда, записана от българския фолклорист от Прилеп Марко Цепенков, Големото езеро е дом на змей, който живее там с невестата си. Змеят бил родом от Ниже поле. Като станал на 40 дена, влетял в двореца, намиращ се под Големото езеро, а като пораснал, грабнал една невеста от село Оптичари по време на едно празненство и заживял с нея.

## Хижа
Край Големото езеро през 1951/52 година е изградена хижа, унищожена от пожар в 1975 година. Няколко години по-късно в непосредствена близост до нея е построен планинарски дом, наречен на името на алпиниста Димитар Илиевски-Мурато.

## Маршрути
Големото и Малото езеро са отдалечени помежду си на около 45 минути ходене пеша.
До Големото езеро може да се достигне по няколко маршрута. От село Нижеполе и Стрижево, намиращи се на около 1300 m н.в., пътят преминава криволичейки през Дебелия рид и местността Лаг поток. Друг вариант, по-дълъг и по-лесен, е по пътека по долината на река Сапунчица. Трети вариант е откъм Преспанското езеро, по-точно от село Брайчино (около 4 часа изкачване). Има и други възможности за достигане до Големото езеро.